# Göttinsee
Der Göttinsee (auch Göttiner See)  ist ein See im Landkreis Potsdam-Mittelmark in Brandenburg.

## Lage
Der See liegt am gleichnamigen Dorf Göttin, welches auf der Havelinsel Töplitz liegt. Begrenzt wird er im Süden durch Kaltenhausen (Halbinsel durch Havel und See) und durch den Ort Göttin, im Osten durch Wiesen der Insel Töplitz, im Norden durch Wiesen des Ortes Paretz und im Westen durch die Harnow (Havelhalbinsel). Außerdem verläuft an der Westgrenze des Sees die Havel und an der Nordgrenze der Sacrow-Paretzer Kanal  (mit Zufluss vom Havelkanal).

## Gewässerinformationen
Der See ist ca. 1600 m lang und 1000 m breit; er ist etwa 218 Hektar groß und bis zu vier Meter tief.
Der größte Teil des Sees wurde zu DDR-Zeiten wegen der Nutzung zur Fischerei durch einen Damm abgetrennt. Am nördlichen Verlauf war ein Teil des Sees durch den Sacrow-Paretzer-Kanal und am westlichen Verlauf durch die Havel abgesperrt. Inzwischen besteht wieder ein kleiner Zufluss von der Havel zum Göttinsee. Das Gewässer ist umgeben von einem Schilfgürtel, der sich hin und wieder zu kleinen Bade- und Angelstellen öffnet.